# إسحاق هولمز
إسحاق هولمز (بالإنجليزية: Isaac Holmes)‏ هو سياسي أمريكي، ولد في 3 مايو 1758 في تشارلستون في الولايات المتحدة، وتوفي في 3 أبريل 1812. انتخب Lieutenant Governor of South Carolina ‏.